# Cryptomastix magnidentata
Cryptomastix magnidentata е вид коремоного от семейство Polygyridae. Видът е световно застрашен, със статут Уязвим.

## Разпространение
Разпространен е в САЩ.